# Olympique Gymnaste Club de Nice 1981-1982
Questa voce raccoglie le informazioni riguardanti l'Olympique Gymnaste Club de Nice nelle competizioni ufficiali della stagione 1981-1982.

## Stagione
Nel corso del campionato il Nizza, che a dicembre venne acquisito dal grossista Mario Innocentini, non riuscì mai a uscire dalla zona retrocessione, incappando nel quarto declassamento della sua storia con tre gare di anticipo.
In Coppa di Francia i nizzardi vennero eliminati dal Monaco ai sedicesimi di finale.

## Maglie e sponsor
Lo sponsor tecnico per la stagione 1981-1982 è Le Coq Sportif, lo sponsor ufficiale è JVC Hi-Fi Video. I calzoncini divengono bianchi.
| Manica sinistra · Manica sinistra · Maglietta · Maglietta · Manica destra · Manica destra · Pantaloncini · Calzettoni |

## Organigramma societario
Area direttiva
- Presidente: Mario Innocentini

Area organizzativa
- Segretario generale: René Matteudi

Area tecnica
- Direttore sportivo: Léon Rossi
- Allenatore: Vlatko Marković, dal 15 agosto Marcel Domingo